# Grace (ケリー・チャンのアルバム)
『Grace』（グレース）は、ケリー・チャンの日本での初の日本語フルアルバムである。2002年1月30日にユニバーサルミュージック（規格品番：POCE-3002）からリリースされた。全10曲収録。

## 概要
香港出身の女優・歌手であるケリー・チャンの初の全曲日本語で歌ったオリジナル・アルバム。彼女の最新リリースされた大ヒット・シングル「ASK」の2曲と「飛吧」の日本語バージョンである「ドウシテモ。」を含む計10曲を収録。写真家の本間寛がジャケット撮影を務めている。
- 制作：Go East Entertainment, Co., Ltd. (香港の正東唱片)
- 発売元：ユニバーサル ミュージック株式会社
- 販売元：ビクターエンタテインメント株式会社

## 批評
CDジャーナルは、「映画『冷静と情熱のあいだ』がヒットを記録し、歌に演技にと波に乗っている彼女の、本格的日本語詞アルバムが登場。メロウなナンバーやダンス・チューンまでリアルなアジアの空気が満ちている1枚。日本のお茶の間でもすっかりおなじみとなったケリー・チャンの、初のフル日本語アルバム。言葉に違和感がないわけはないが、しかし、その微妙なズレが面白いし、日本の女性歌手が逆立ちしても出せない、この濡れたカンジ、悪くない。曲調はダンス感強し。」と評した。

## 曲目リスト
1. 朝のヒカリ [4:23]
  - 作詞：山本成美、作曲：Sunmin Kim・Euiseok Kim、編曲：Sunmin Kim
2. あかいピストル [5:14]
  - 作詞：kenko-p、作曲・編曲：長岡成貢
3. ASK [4:22]
  - 作詞：森浩美、作曲：熊田晃典、編曲：CHOKKAKU
4. あなたを嫌いになる方法 [5:30]
  - 作詞：高柳恋、作曲：熊田晃典、編曲：大坪直樹
5. ラフレシア [4:30]
  - 作詞：R.I.A、作曲：Kaido、編曲：Kaido and Jin Nakamura (from MONGOLOID LOUD)
6. ドウシテモ。 [3:37]
  - 作詞：Roger Smith、作曲：Yoon Il-sang、編曲：渡辺未来
7. Transformation [4:34]
  - 作詞：Roger Smith、作曲：熊田晃典、編曲：HΛL
8. Cool Down [3:53]
  - 作詞：STAY KOOL、作曲：STAY KOOL、編曲：鈴木"Daichi"秀行
9. SILENT SCREAMER [4:33]
  - 作詞：松井五郎、作曲：飯田建彦、編曲：CMJK
10. 風のPARADE [5:50]
  - 作詞：山本成美、作曲：羽場仁志、編曲：Chabashira

Bonus Track（香港盤のみ）
1. 旅人 / 為自己作証
  - 作詞：黃偉文、作曲：草野正宗
2. はじまりは ずるい朝
  - 作詞：YOU、作曲：朝本浩文
3. （電腦檔案不能播放）
4. ASK (music video)